# Медведь Олександр Анатолійович
Олександр Анатолійович Медведь (нар. 13 вересня 1996, Київ, Україна) — український футболіст, захисник та півзахисник клубу «Чайка».

## Клубна кар'єра
Вихованець молодіжної академії «Оболонь-Зміна», перший тренер Сергій Солдатов. Дорослу футбольну кар'єру розпочав у 2013 році в клубі «Оболонь-Бровар», у футболці «пивоварів» зіграв 4 матчі в аматорському чемпіонаті України.
У 2013 році підписав свій перший професіональний контракт з дніпропетровським «Дніпром», проте грав лише за юнацьку команду клубу. В 2015 році перейщлв до «Чорноморця», де виступав за молодіжну команду клубу. Також тренувався з першою командою «моряків», проте за головну команду одеситів не зіграв жодного офіційного матчу.
У 2017 році перейшов до «Волині». Дебютував у футболці луцького клубу 30 серпня того ж року в програному (1:3) виїзному поєдинку 9-о туру Першої ліги проти кременчуцького «Кременя». Олександр вийшов на поле в стартовому складі та відіграв увесь матч, а на 63-й хвилині відзначився дебютним голом за нову команду. У футболці «Волині» в Першій лізі зіграв 15 матчів та відзначився 2-а голами. Під час зимової перерви залишив складі «хрестоносців». Підписав контракт з харківським «Геліосом», за який дебютував 12 травня 2018 року в програному (1:3) домашньому поєдинку 33-о туру Першої ліги проти «Гірник-спорту». Медведь вийшов на поле в стартовому складі та відіграв увесь матч. Після цього за «сонячних» більше не грав, а вже незабаром залишив команду.
Наприкінці серпня 2018 року перейшов до «Сум». Дебютував у футболці «городян» 26 серпня 2018 року в програному (0:6) виїзному поєдинку 6-о туру Першоїліги проти краматорського «Авангарду». Олександр вийшов на поле в стартовому складі, а на 46-й хвилині його замінив Єгор Луговий. У складі «Сум» зіграв 9 матчів у Першій лізі та 2 поєдинки у кубку України. Під час зимової перерви сезону 2018/19 років підсилив ФК «Черкащина-Академія». У футболці клубу з Черкащини дебютував 6 квітня 2019 року в переможному (1:0) виїзному поєдинку 18-о туру групи «А» Другої ліги проти рівненського «Вереса». Олександр вийшов на поле в стартовому складі та відіграв увесь матч, на 30-й хвилині отримав жовту картку, а на 54-й хвилині відзначився дебютним голом за нову команду.

## Кар'єра в збірній
Викликався до юнацьких збірних України різних вікових категорій.